# موتور مهیم نارویی (زاهدان)
موتور مهیم نارویی روستایی در دهستان نصرت‌آباد بخش نصرت‌آباد شهرستان زاهدان استان سیستان و بلوچستان ایران است.

## جمعیت
بر پایه سرشماری عمومی نفوس و مسکن در سال ۱۳۹۵ جمعیت این روستا ۲۸ نفر (۱۰خانوار) بوده‌است.